# Upplands runinskrifter 1003
Runinskrift U 1003 eller Frötunastenen, består av två vikingatida runstensfragment av ljus granit. Sedan 1926 ligger fragmenten på en höjd belägen cirka 500 meter syd-sydost om Frötuna gård i Rasbo socken öster om Uppsala, Rasbo härad i Uppland. 

## Stenen
På samma plats finns även en bildsten (U 1004). Bildstenen antas ha ingått i samma monument som U 1003.
Den ursprungliga stenen restes efter Rune som dött i Holmgård, det vill säga dagens Novgorod.
Länge var fragmenten och deras få runor (...þr i h(u)(i)... ...btiʀ r...) det enda man kände till om runstenen och med hjälp av runornas utseende kunde man slå fast att ristaren med stor sannolikhet var Åsmund Kåresson. Det ena fragmentet hade då påträffats inmurat i grundet till en källare vid Frötuna gård, och det andra i golvet till en lada, den så kallade Västlötsflygeln. Man trodde då att detta var stenens enda dokumenterade information.
|  |  |  |
|  |  |  |

År 2008 blev det dock fastställt att hela stenen finns bevarad på en gammal bläckteckning, vilket medfört att man nu fått kännedom om hela ristningens utseende. Teckningen som ritades 1769 av Peter Boling (1731–1805) var en gåva till Vitterhetsakademien 1864 från friherre Albrecht Elof Ihre och bilden hade uppenbart tillhört dennes farfar, språkforskaren Johan Ihre. Boling hade varit Johan Ihres amanuens i Uppsala. Den från runor translittererade inskriften lyder enligt nedan:

## Inskriften
Translitterering av runraden:
[× runfast lit rita stin þino · a]btiʀ r[uia faþur sin uk hilþintis at buanta sin hon uarþ tau]þr i hu[l(m)karþi (k)uþ hialbi ant · suni kuþilfa]
Normalisering till runsvenska:
ʀunfastr let retta stæin þenna æftiʀ ʀuna(?), faður sinn, ok Heðindis at boanda sinn. Hann varð dauðr i Holmgarði. Guð hjalpi and sunaʀ/syni Guðælfaʀ.
Översättning till nusvenska:
Runfast lät uppresa denna sten efter Rune (?), sin fader, och Hedendis efter sin make. Han blev död i Holmgård. Gud hjälpe Gudälvs sons ande.
Holmgård omnämns i övrigt bara på U 687, Sö 171 och G 220. Namnet Hedendis förekommer även på U 770 och U 1151.

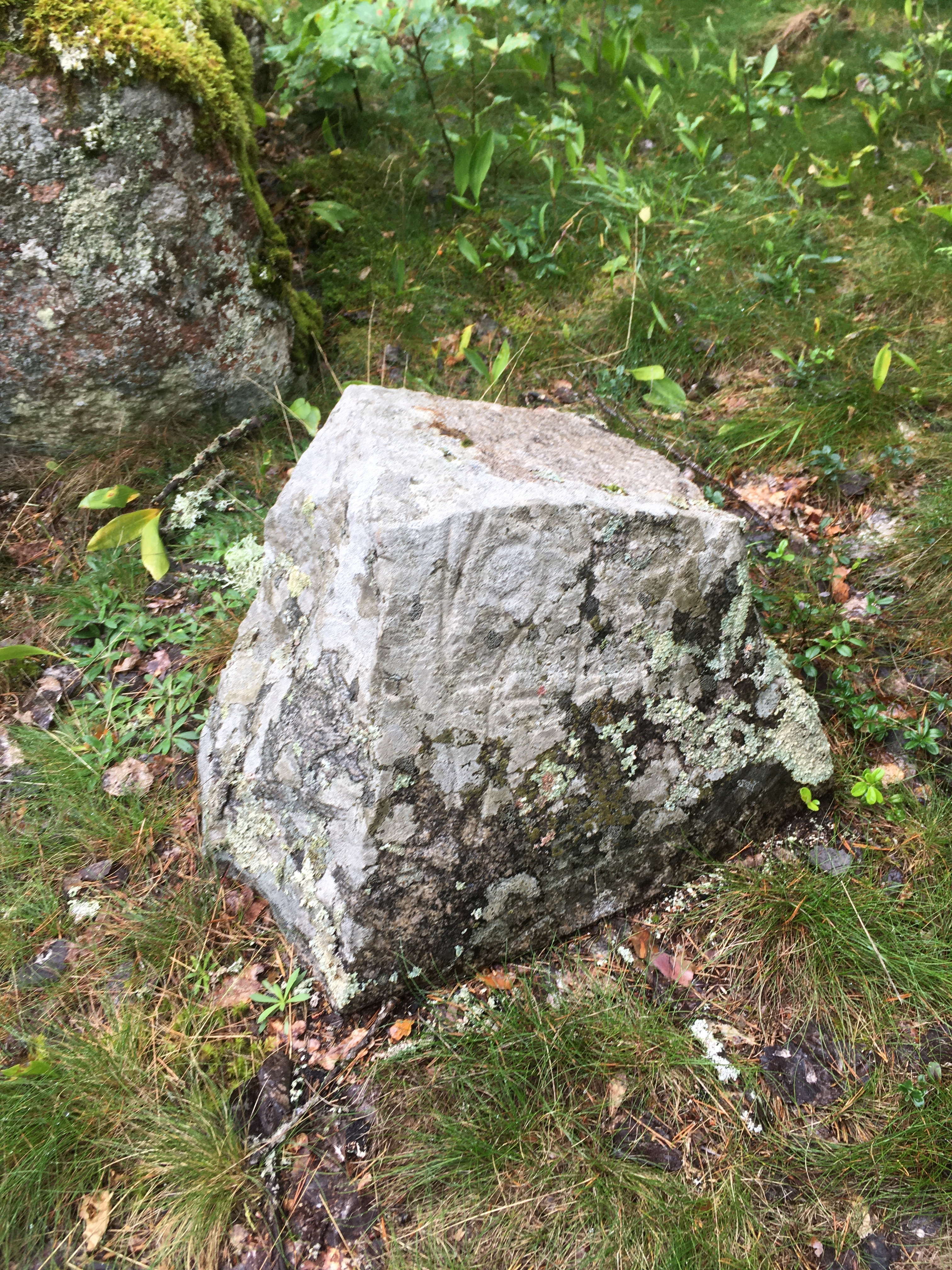